# Žefersonija
Žefersonija (lat. Jeffersonia diphylla), monotipski biljni rod  iz porodice žutikovki, čija je jedina vrsta raširena na području Sjeverne Amerike, od Hudsonovog zaljeva na sjeveru, na jug do Alabame i Georgije.
Biljka je ljekovita, a koristili su je još u prošlosti Indijanci Čeroki i Irokezi. Kao ugrožena vrsta zaštićena je u nekoliko američkih saveznoih država. 
Rod je ime dobio po predsjedniku SAD-a, Thomasu Jeffersonu.

## Galerija
- J. diphylla, Botanički vrt Berlin.
- J. diphylla botanički vrt, Berlin-Dahlem
- J. diphylla, cvijet

## Vanjske poveznice
|  | Zajednički poslužitelj ima još gradiva o temi Jeffersonia |
|  | Wikivrste imaju podatke o taksonu Jeffersonia             |